# Darlene Love
Darlene Love, actriz y cantante de R&B y pop soul nacida en Los Ángeles el 26 de julio de 1941 bajo el nombre de Darlene Wright. Formó parte de The Blossoms, The Crystals y Bob B. Soxx and the Bluejeans. En los '60 grabó seis singles para Phil Spector, de los que destaca "Wait Till My Bobby Gets Back Home". con The Crystals participó en el hit "He's a rebel", y con Bob B. Soxx and the Bluejeans en "Zip-A-Dee-Doo-Dah". Tras esto estuvo ocupada ejerciendo de actriz, hasta que en 1977 volvió al estudio de Phil Spector para grabar "Lord, If You're a Woman". En los años 80 destacó por formar parte del elenco de actores de la saga de acción Arma letal junto a Mel Gibson y Danny Glover. En 1990 grabó el álbum "Paint Another Picture", después del cual hizo varias giras como corista de Cher. En 1993 participó como actriz en la serie "Another World". A finales de la década de los noventa editó otros dos álbumes.
Hace un cameo en el décimo episodio de la tercera temporada de la serie New Girl protagonizada por Zooey Deschanel.
En 2019 protagonizó Navidad, loca Navidad.

## Discografía
| Año  | Título                 | Discográfica |
| ---- | ---------------------- | ------------ |
| 1985 | Darlene Love Live      | Rhino        |
| 1988 | Paint another picture  | Columbia     |
| 1992 | Bringing it home       | Shanachie    |
| 1992 | All alone on Christmas |              |
| 1998 | Unconditional love     | Harmony      |
| 1999 | Age of miracles        | Love songs   |

- Datos: Q270762
- Multimedia: Darlene Love / Q270762